# Слободка (Сергиево-Посадский район)
Слободка — деревня в Сергиево-Посадском районе Московской области России, входит в состав сельского поселения Березняковское.

## Население
| 1859 | 1895 | 1905 | 1926 | 2002 | 2006 | 2010 |
| ---- | ---- | ---- | ---- | ---- | ---- | ---- |
| 115  | ↗168 | ↘76  | ↗182 | ↘15  | ↘10  | ↘3   |

## География
Деревня Слободка расположена на севере Московской области, в юго-восточной части Сергиево-Посадского района, примерно в 63 км к северу от Московской кольцевой автодороги и 11 км к северо-востоку от станции Сергиев Посад Ярославского направления Московской железной дороги, в верховье реки Вондиги бассейна Клязьмы.
В 0,5 км северо-западнее деревни проходит Ярославское шоссе М8, в 2 км юго-западнее — Московское большое кольцо А108, в 13 км к северо-востоку — автодорога Р75 Александров — Владимир. Ближайшие сельские населённые пункты — деревни Дубининское и Козицино.
К деревне приписано шесть садоводческих товариществ (СНТ).

## История
В «Списке населённых мест» 1862 года — казённая деревня 2-го стана Александровского уезда Владимирской губернии по правую сторону Ярославского шоссе от границы Дмитровского уезда к Переяславскому, в 20 верстах от уездного города и 38 верстах от становой квартиры, при пруде и колодце, с 18 дворами и 115 жителями (61 мужчина, 54 женщины).
По данным на 1895 год — деревня Рогачёвской волости Александровского уезда с 168 жителями (85 мужчин, 83 женщины). Основным промыслом населения являлось хлебопашество, в зимнее время женщины и подростки занимались размоткой шёлка и клеением гильз, 21 человек уезжал в качестве легковых извозчиков и трактирной прислуги на отхожий промысел в Москву и Сергиевский посад.
По материалам Всесоюзной переписи населения 1926 года — центр Слободского сельсовета Рогачёвской волости Сергиевского уезда Московской губернии в 6,4 км от Ярославского шоссе и 13,9 км от станции Сергиево Северной железной дороги; проживало 182 человека (90 мужчин, 92 женщины), насчитывалось 36 хозяйств (35 крестьянских).
С 1929 года — населённый пункт Московской области в составе:
- Козицинского сельсовета Сергиевского района (1929—1930)[13],
- Козицинского сельсовета Загорского района (1930—1939)[14],
- Березняковского сельсовета Загорского района (1939—1963, 1965—1991)[15][16][17],
- Березняковского сельсовета Мытищинского укрупнённого сельского района (1963—1965)[16],
- Березняковского сельсовета Сергиево-Посадского района (1991—1994)[17],
- Березняковского сельского округа Сергиево-Посадского района (1994—2006)[18],
- сельского поселения Березняковское Сергиево-Посадского района (2006 — н. в.)[19][20].